# Сегачама
Сегача́ма — железнодорожный разъезд (населённый пункт) в Сковородинском районе Амурской области России. Входит в городское поселение Рабочий посёлок (пгт) Ерофей Павлович.

## География
Населённый пункт Сегачама расположен на Транссибе к западу от районного центра, города Сковородино, и в 23 км к востоку от центра городского поселения, пгт Ерофей Павлович. Автодорога Чита — Хабаровск проходит в 3 км северо-западнее населённого пункта.

## История
Разъезд основан в 1911 г. при строительстве Западно-Амурского участка Транссибирской ж.д.магистрали как разъезд № 30, позже преобразован в станцию Сегачама. Возле этой станции железная дорога делает большую петлю длиной 3 км. В 1913 году недалеко от станции Сегачама произошло памятное событие. Вот его описание в книге «Западно- Амурская железная дорога в период её созидания (1909—1913 гг.) Чита 1913г .»: «4 апреля 1913 год на 385 версте (ст. Сегачама на 390 версте) на 6-м строительном участке Западной части Амурской железной дороги в присутствии начальника работ произошла смычка сплошного рельсового пути от Урюма до Керака. Это важное и памятное в постройке Западно-Амурской ж.д. событие было ознаменовано скромным торжеством — молебном на месте смычки с провозглашением многолетия Государю Императору, его Августейшей семье, предержащим властям и всем потрудившимся на постройке. Под импровозированною аркою, украшенного хвойной зеленью и национальными флагами, прошел первый сквозной поезд. Рабочим обоих укладочных городков, западного и восточного, был предложен скромный обед».

## Топонимика
Название разъезду дано по р. Сегачама, на берегу которой стоит населенный пункт. Название вероятно эвенкийского происхождения сегикатка, сегикатча — разрывать снег (ногами с помощью копыт и рогами), сагала — устье реки; подошва горы; место, где наконечник копья соединяется с черенком.

## Население
| 2002 | 2010 | 2012 | 2013 | 2014 | 2015 | 2016 |
| ---- | ---- | ---- | ---- | ---- | ---- | ---- |
| 93   | ↘35  | ↗37  | ↗43  | ↗51  | →51  | ↘47  |
| 2017 | 2018 |      |      |      |      |      |
| ↘41  | ↗45  |      |      |      |      |      |

## Инфраструктура
- Разъезд Сегачама на Транссибе (Забайкальская железная дорога).